# Peter Grimes
A Peter Grimes Benjamin Britten egyik háromfelvonásos operája. Librettóját Montagu Slater írta George Crabbe, 18. századi angol költő The Borough című költeménye alapján. Ősbemutatójára 1945. június 7-én, Londonban került sor Londonban. Magyarországon az Operaházban először 1947. december 22-én mutatták be.

## Szereplők
| Szereplő                              | Hangfekvés   |
| ------------------------------------- | ------------ |
| Peter Grimes, halász                  | tenor        |
| John, az inasa                        | néma szerep  |
| Ellen Orford, özvegyasszony, tanítónő | szoprán      |
| Balstrode, nyugalmazott kapitány      | bariton      |
| Auntie, kocsmárosné                   | alt          |
| 1. lány, a kocsma attrakciója         | szoprán      |
| 2. lány, a kocsma attrakciója         | szoprán      |
| Bob Boles, metodista halász           | tenor        |
| Swallow, ügyvéd                       | basszus      |
| Mrs. Sedley, özvegyasszony            | mezzoszoprán |
| Horace Adams, lelkész                 | tenor        |
| Ned Keene, gyógyszerész               | bariton      |
| Dr. Thorp, orvos                      | néma szerep  |
| Hobson, kocsis és közösségi rendőr    | basszus      |

## Cselekménye
- Helyszín: egy halászfalu Anglia keleti partján
- Idő: 1830 körül

### Prológus
- Helyszín: a városháza

A városháza tanácstermében Swallow, a polgármester vezetésével vizsgálóbizottság ülésezik, hogy kivizsgálja Peter Grimes inasa halálának körülményeit. Miután Grimest is meghallgatták, megállapítják, hogy nagy valószínűséggel véletlen baleset történt. A mogorva és különc viselkedésű, magát mindenkitől távol tartó halászt a helybeliek eddig is bizalmatlanul szemlélték, ami okot adott a pletykára is. A faluban, a tanítónőt kivéve, mindenki azt hiszi, hogy valójában ő ölte meg a fiút.

### Első felvonás

#### Első kép
- Helyszín: a tengerparton

Váratlan vihar érkezik, és Grimes csónakja is bajba kerül a tajtékzó tengeren. Keene a gyógyszerész és Balstrode, a nyugalmazott hajóskapitány a segítségére sietnek. Keene közli Grimesszel, hogy szerzett a számára új inast az árvaházból. A már csillapodni látszó vihar újra elemi erővel támad föl, Grimes kettesben marad a kapitánnyal. A hallgatag férfi váratlanul megnyílik, és elmondja, hogy egyetlen célja van: meggazdagodni és Ellent feleségül venni. Feleleveníti inasa halálának napját is, amikor egy szörnyű viharba keveredett a csónak, az ivóvízkészlet elfogyott, és a kisfiú szomjan halt.

#### Második kép
- Helyszín: a kocsmában

A vihar még késő este sem csendesült, az emberek a kocsmában húzzák meg magukat. Egy másik halász, a lerészegedett Boles beleköt Grimesbe. Már-már ölre mennek, de a polgármesternek sikerül lecsendesítenie a társaságot. Vidám dalba kezdenek, amikor Ellen és Hobson megérkeznek az új inasnak kiszemelt, a viharban csuromvizessé vált kisfiúval. Auntie gyorsan teát főzne, ám Grimes megragadja a gyermek kezét, és kirohan vele a dühöngő viharba.

### Második felvonás

#### Első kép
- Helyszín: a tengerparton

A vasárnapi istentisztelet végét várva Ellen és Grimes inasa egy padon üldögél. A tanítónő megdöbbenéssel sebeket vesz észre a gyermek nyakán. Közben rohanva megérkezik Grimes is, hogy azonnal szálljanak vízre, mert nagy halrajt figyeltek meg. Ellen kérleli a férfit, hogy bánjon kíméletesebben inasával, s legalább vasárnap engedje pihenni, ám az csak rögeszméjére, a minél előbbi meggazdagodásra gondol, és magával vonszolja a fiút. A közbelépő Ellent is durván ellöki, sőt megüti. A templomból kilépők közül többen látták Grimes durvaságát, s most testületileg elhatározzák, hogy a halász kunyhójához mennek, hogy a helyszínen derítsenek fényt az ott zajló különös dolgokra.

#### Második kép
- Helyszín: Grimes házában

Grimes a halászatra készül, inasa félelmében a kunyhó egyik sarkában húzza meg magát. Hangos dobszó kíséretében megérkezik a falu népe. Ám Grimesnek csak a hatalmas halraj jár az eszében, és inasával a partra rohan. A gyermek egy háló után kap, de egyensúlyát vesztve a partról a tengerbe zuhan. Grimes kétségbeesetten veti magát utána.

### Harmadik felvonás

#### Első kép
- Helyszín: a tengerparton

A városházán bált tartanak, kihallatszik az utcára a vidám zene hangja. Közben mind többen keresik az eltűnt kisfiút. Ellen megtalálja a parton azt a ruhadarabot, amit maga hímzett, s amit utoljára a halászinas viselt. Nincs kétsége afelől, hogy mi történhetett, ám Mrs. Sedley rövidesen bizonyosságot is hoz: megtalálta a kisfiú holttestét. Fellármázza az egész lakosságot, és gyilkossággal vádolja meg a halászt.

#### Második kép
- Helyszín: a tengernél

Hajnalodik, köd ül a partra. Mindenki Grimes felkutatására indul, a városkában lincshangulat alakult ki. Ellen és Balstrode rettenetes állapotban találnak rá a halászra. Ruhája csapzott, teste meggyötört, szemében az éhség és a zavarodottság keveredése tükröződik, szavai összefüggéstelenek. Közben egyre erőteljesebben hallatszik az őt üldözők hangja. Balstrode egyetlen kiutat ajánl, az öngyilkosságot: evezz ki a nyílt tengerre és süllyeszd el a csónakot – mondja. Grimes hallgat a tanácsra. A partról csak annyi látszik, hogy messze kint a tengeren lassan süllyed egy bárka.